# Lathi
Lathi là một thành phố và khu đô thị của quận Amreli thuộc bang Gujarat, Ấn Độ.

## Địa lý
Lathi có vị trí 21°43′B 71°23′Đ / 21,72°B 71,38°Đ Nó có độ cao trung bình là 141 mét (462 feet).

## Nhân khẩu
Theo điều tra dân số năm 2001 của Ấn Độ, Lathi có dân số 20.964 người. Phái nam chiếm 51% tổng số dân và phái nữ chiếm 49%. Lathi có tỷ lệ 63% biết đọc biết viết, cao hơn tỷ lệ trung bình toàn quốc là 59,5%: tỷ lệ cho phái nam là 71%, và tỷ lệ cho phái nữ là 55%. Tại Lathi, 15% dân số nhỏ hơn 6 tuổi.